# Armomurhaaja
Pour plus de détails, voir Fiche technique et Distribution.
Armomurhaaja est un film finlandais réalisé par Teemu Nikki, sorti en 2017.

## Synopsis
Veijo Haukka, un mécanicien, pratique l'euthanasie d'animaux pour de l'argent. Mais un jour, il décide d'épargner un chien et de l'adopter.

## Fiche technique
- Titre : Armomurhaaja
- Réalisation : Teemu Nikki
- Scénario : Teemu Nikki
- Musique : Timo Kaukolampi et Tuomo Puranen
- Photographie : Sari Aaltonen
- Montage : Teemu Nikki
- Production : Teemu Nikki et Jani Pösö
- Société de production : It's Alive Films
- Pays :  Finlande
- Genre : Comédie noire, horreur et thriller
- Durée : 85 minutes
- Dates de sortie : 
  -  Finlande : 24 novembre 2017

## Distribution
- Matti Onnismaa : Veijo Haukka
- Jari Virman : Petri Kettu
- Hannamaija Nikander : Lotta
- Heikki Nousiainen : Martti
- Pihla Penttinen : Ojala
- Jouko Puolanto : Vatanen
- Alina Tomnikov : Elisa
- Ilari Johansson : Simo
- Rami Rusinen : Tuomas
- Olli Rahkonen : Antti

## Distinctions
Le film a été nommé pour cinq Jussis et a remporté celui du meilleur scénario et celui de la meilleure musique.